# Milionia completa
Milionia completa är en fjärilsart som beskrevs av Rothschild 1926. Milionia completa ingår i släktet Milionia och familjen mätare. Inga underarter finns listade i Catalogue of Life.